# تشارلي مايرز
تشارلي مايرز هو سياسي أمريكي، ولد في 1921، وتوفي في 12 سبتمبر 2010.